# RABBIT “BEST” MAN
『RABBIT “BEST” MAN』（ラビット “ベスト” マン）は、椎名慶治の1枚目のベスト・アルバム。2016年11月2日にHigh Windよりリリースされた。

## 概要
椎名慶治のソロ活動5周年を記念して、ミュージックビデオ集『RABBIT “FILMS” MAN』と同時リリースされたベストアルバムである。新曲である「5 my way」、「ゴゾウ☆ロック」を含む、全15曲が収録されている。ベストアルバム制作に際しファン投票を実施しており、ファン投票の結果も反映されているという。なお、ファン投票の1位は「RABBIT-MAN」だった。

## 収録曲
1. 5 my way
作詞:椎名慶治、作曲:椎名慶治・山口寛雄、編曲:オダクラユウ
2. RABBIT-MAN
作詞:椎名慶治、作曲:椎名慶治・山口寛雄、編曲:椎名慶治・山口寛雄
3. 愛のファイア! (Horn Mix)
作詞:椎名慶治、作曲:椎名慶治・山口寛雄、編曲:椎名慶治・山口寛雄・薗田佳煇
4. 人生スパイス -go for broke-
作詞:椎名慶治、作曲:田淵智也 、編曲:新井弘毅・田淵智也
5. I Love Youのうた
作詞:椎名慶治、作曲:椎名慶治・山口寛雄、編曲:オダクラユウ
6. 言いたくて言えなかった
作詞:椎名慶治、作曲:椎名慶治・山口寛雄、編曲:宮田“レフティ”リョウ
7. いまさら好きだと伝えちゃダメかな?
作詞:椎名慶治、作曲:椎名慶治・山口寛雄、編曲:椎名慶治・山口寛雄
8. お節介焼きの天使と悪魔と僕
作詞:椎名慶治、作曲:椎名慶治・山口寛雄、編曲:磯貝サイモン
9. MY LIFE IS MY LIFE
作詞:椎名慶治・ 野口圭、作曲:椎名慶治・山口寛雄、編曲:山口寛雄・椎名慶治・新井弘毅
10. 駆け出しのヒーロー
作詞:椎名慶治、作曲:椎名慶治・山口寛雄、編曲:椎名慶治・山口寛雄
11. ヤワじゃないだろう 
作詞:椎名慶治、作曲:椎名慶治・山口寛雄、編曲:椎名慶治・山口寛雄
12. よーいドン
作詞:椎名慶治、作曲:椎名慶治・山口寛雄、編曲:椎名慶治・山口寛雄
13. 取り調べマイセルフ
作詞:椎名慶治、作曲:椎名慶治・山口寛雄、編曲:椎名慶治・山口寛雄
14. いざ尋常に 
作詞:椎名慶治、作曲:椎名慶治・山口寛雄、編曲:椎名慶治・山口寛雄
15. ゴゾウ☆ロック 
作詞:椎名慶治、作曲:椎名慶治、編曲:友森昭一・ オダクラユウ・ 椎名慶治・薗田佳煇